# Hermann Kreth

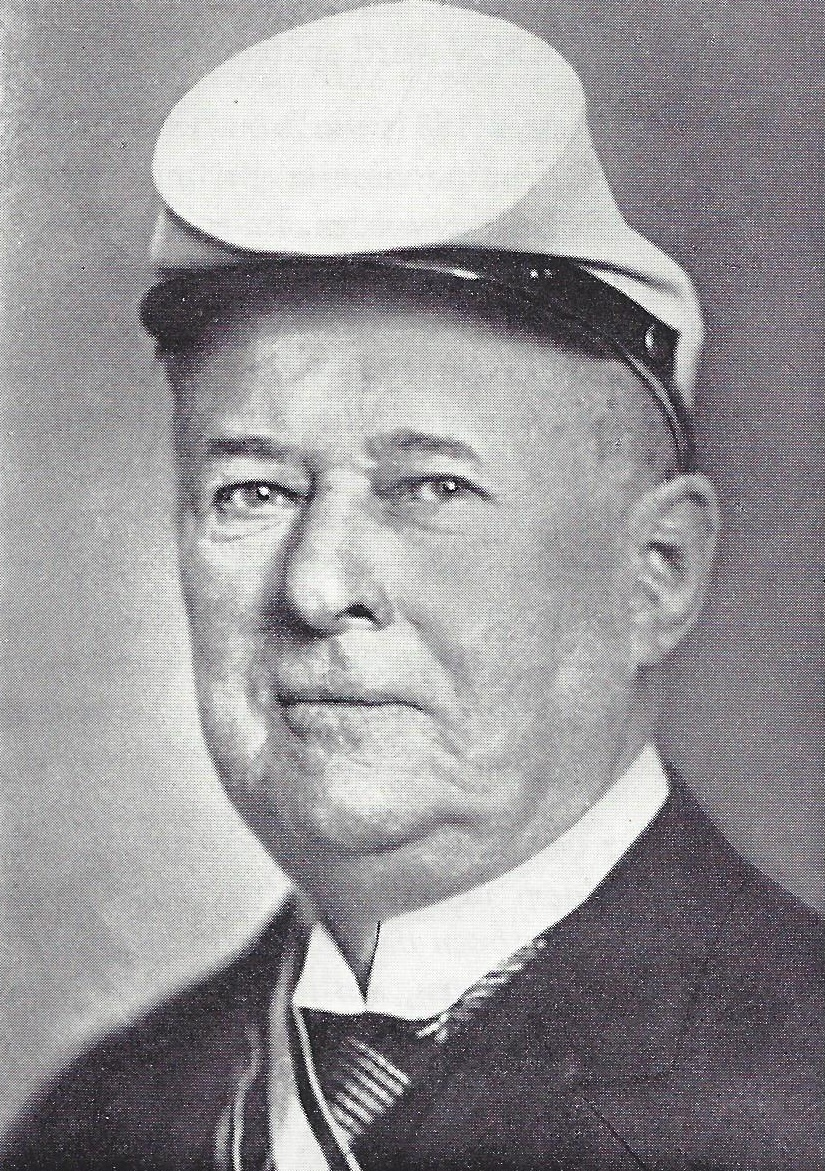
Hermann Kreth

Hermann Karl Ernst Kreth (* 16. Februar 1860 in Althof-Insterburg, Landkreis Insterburg; † 19. September 1932 in Berlin) war ein deutscher Verwaltungsjurist und Wirtschaftsfunktionär. Als Mitglied der Deutschkonservativen Partei saß er von 1903 bis 1918 im Reichstag.

## Leben
Kreth entstammte einer alteingesessenen Landwirtfamilie in Göritten, Ostpreußen. Er studierte an der Georg-August-Universität Göttingen und der Friedrich-Wilhelms-Universität zu Berlin Rechtswissenschaft. Danach diente er als Einjährig-Freiwilliger im Litthauischen Ulanen-Regiment Nr. 12, in dem er später Rittmeister der Reserve wurde. Nach den Examen wechselte er von der Rechtspflege in die innere Verwaltung des Königreichs Preußen. 1894 wurde er Landrat des Kreises Gumbinnen. Er gehörte zu den Kanalrebellen, einer Gruppe konservativer preußischer Politiker und Beamter, die sich 1899 gegen den Bau des Mittellandkanals aussprachen und damit eine politische Krise auslösten. Kreth wurde deshalb abgelöst und als Regierungsrat zur Regierung in Potsdam versetzt; er ließ sich aber noch im selben Jahr mit 39 Jahren pensionieren. Er trat als geschäftsführendes Vorstandsmitglied zum Verwertungsverband deutscher Spiritusfabrikanten und war von 1903 und 1909 Direktor des Verbandes ländlicher Genossenschaften in Brandenburg. Daneben war Kreth Funktionär des Bundes der Landwirte (BdL), einer Interessenorganisation der Landwirtschaft im Deutschen Kaiserreich. 1909 erfolgte seine Ernennung zum Direktor der Spiritus-Zentrale in Wilmersdorf.
Seine politische Laufbahn begann Kreth nach seiner Frühpensionierung. Als Vertreter der Deutschkonservativen Partei wurde er am 2. Februar 1899 in einer Nachwahl in das Preußische Abgeordnetenhaus gewählt, aus dem er aber bereits im Januar 1900 wieder ausschied. Von 1904 bis 1918 gehörte er dem Abgeordnetenhaus erneut an. Dort war er zeitweise auch Zweiter Vorsitzender des Hauptvereins der Deutschen Konservativen. In der 11., 12. und 13. Wahlperiode – von 1903 bis 1918 – vertrat er den Reichstagswahlkreis Regierungsbezirk Gumbinnen 4 im Deutschen Reichstag.
In der Weimarer Republik war er von 1921 und 1928 Vorsitzender der Vereinigung der Steuer- und Wirtschaftsreformer. In dieser Funktion saß er auch im Steuerausschuss des Reichsverbandes der Deutschen Industrie (RDI), im Beirat der Reichsmonopolverwaltung für Branntwein und in mehreren Aufsichtsräten. Von 1927 bis 1930 war er Präsident des Berliner Nationalklubs von 1919.
Als sein Sohn und Corpsbruder Kurt Kreth, ein Rittergutsbesitzer in Pommern, 1932 von Kommunisten ermordet worden war, setzte der schwerkranke Kreth seinem Leben ein Ende.

## Corpsstudent

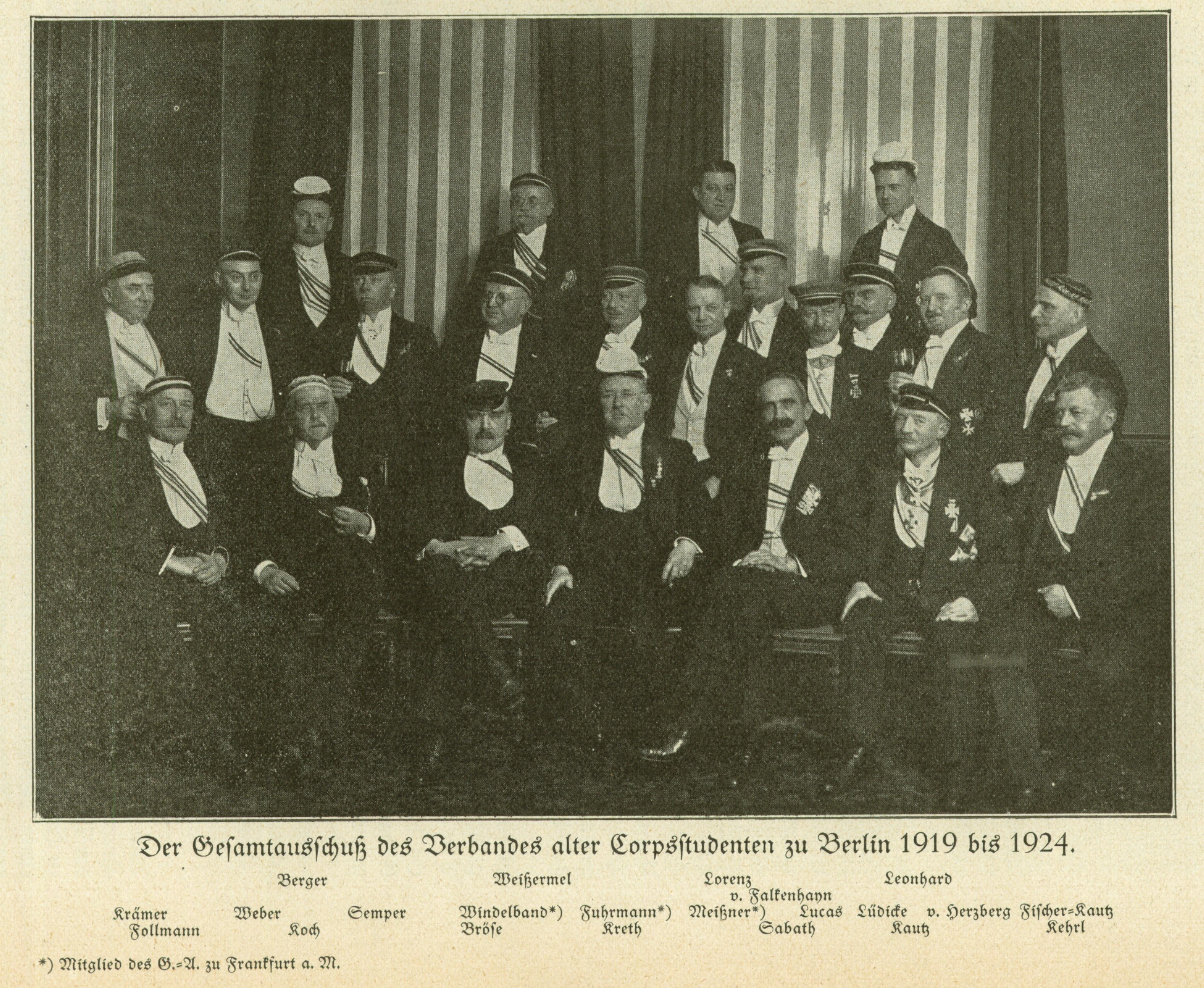
Kreth im Gesamtausschuss des VAC

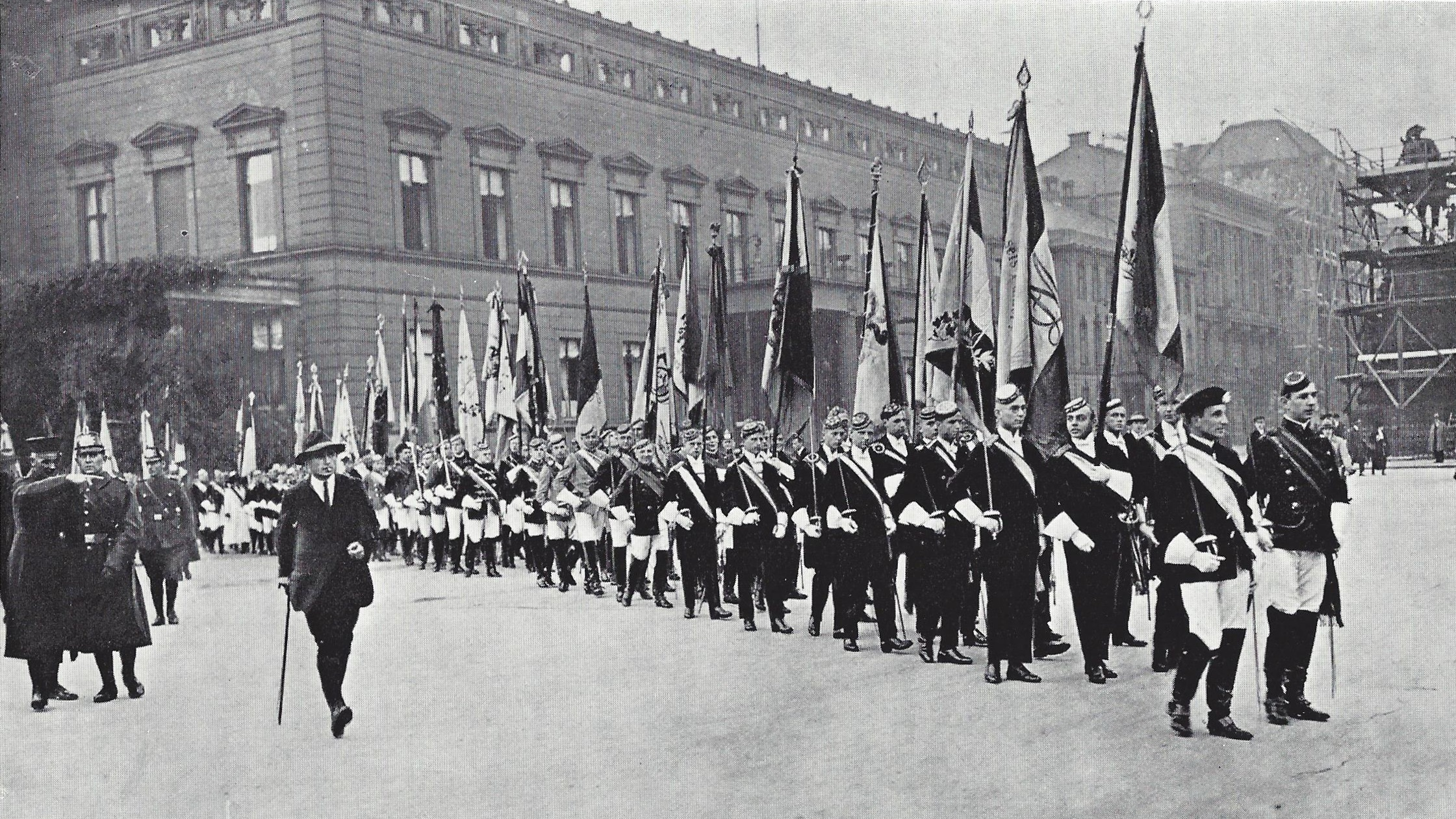
Kreths Corps beim Rektoratswechsel in Berlin (1924)

Hermann Kreth wurde 1878 mit seinem Bruder Hans Kreth Mitglied des Corps Teutonia Göttingen. Viermal klammerte er die Erste Charge. Bei einem Pistolenduell am 21. Juli 1881 in Göttingen verwundete er seinen Gegner Stoepel, den Senior des Corps Bremensia Göttingen. Als dieser den Verletzungen am 29. Juli erlegen war, verbot die Georg-August-Universität Kreths Corps „für alle Zeit“. Teutonia suspendierte am 8. August. Sie entstand unter dem Namen Borussia noch im Sommersemester 1881 neu. Nachdem er die Festungshaft verbüßt hatte, ging Kreth 1882 nach Berlin. Er wurde bei Teutonia Berlin aktiv und klammerte auch hier zweimal die Erste Charge.
„Borussia Göttingen“ bestand bis Mai 1885. Sie rekonstituierte 1905/06 mit Hilfe der freischlagenden Verbindung Mündenia. Nachdem das preußische Kultusministerium Teutonias Verbot von 1881 im November 1914 aufgehoben hatte, durfte das Corps sich ab Ende 1914 wieder Teutonia nennen. Beide Corps verliehen Kreth später die Ehrenmitgliedschaft.
Im AHSC zu Berlin, der von 1920 bis 1924 den Gesamtausschuss des VAC stellte, übernahm er von 1922 bis 1925 den Vorsitz. Als eine StGB-Novelle auch die Bestimmungsmensur unter Strafe stellen sollte, organisierte er mit Carl Heyer im „Zehnerausschuss“ des KSCV und in einem Sonderausschuss des Allgemeinen Deutschen Waffenrings die Abwehr der waffenstudentischen Verbände. Den Vorsitz im Zehnerausschuss und sein Amt als Kommissar in Angelegenheit des Ehrenschutzabkommens mit den Offizierverbänden legte er 1930 nieder.

„Im September starb nach schweren körperlichen und seelischen Leiden der Vorsitzende des Sonderausschusses des ADW, Regierungsrat a. D. Kreth. Er folgte seinem jüngsten Sohne, der als SA-Führer mitten in den politischen Kämpfen stehend, von Kommunisten ermordet worden war. Diesen Verlust hat Kreth nicht mehr verwinden können.

Das deutsche Waffenstudententum verliert in Hermann Kreth eine seiner hervorragendsten Gestalten. Nur die Eingeweihten wissen, in welchem Maße Kreth tätig gewesen ist, um Gefahren für das Waffenstudententum in den vergangenen Jahren abzuwenden. Seine umfassende Kenntnis der Persönlichkeiten und politischen Kräfte machten ihn in einzigartiger Weise dazu geeignet, eine so schwierige Aufgabe wie die des Sonderausschusses zielbewußt und glücklich durchzuführen. Das gesamte Waffenstudententum schuldet ihm hierfür unauslöschlichen Dank […] Dieser ehrfurchtgebietende Altpreuße, der fest in konservativen Anschauungen wurzelte, besaß für die Jugend mehr Verständnis als viele, die an Jahren jünger waren. Sein Tod ist nicht nur aus waffenstudentischen, sondern auch aus politischen Gründen zu betrauern.“

## Ehrungen
- Landwehrdienstauszeichnung 1. Klasse
- Roter Adlerorden 4. Klasse
- Eisernes Kreuz II. Klasse
- Eiserner Halbmond
- Orden des halben Mondes
- Rote Kreuz-Medaille (Preußen) 3. Klasse